# آی‌جی‌تی‌وی
آی‌جی‌تی‌وی (به انگلیسی: IGTV) یک برنامه ویدیویی مستقل است که توسط اینستاگرام برای تلفن‌های هوشمند آی‌اواس و اندروید ساخته شده است. این برنامه به کاربران اینستاگرام اجازه قرار دادن ویدیوهای طولانی مدت را می‌دهد. در حالی که آی‌جی‌تی‌وی به عنوان یک برنامه مستقل در دسترس قرار دارد، قابلیت‌های اساسی در داخل برنامه و وبگاه اینستاگرام نیز موجود است.

این برنامه توسط مدیر عامل سابق اینستاگرام، کوین سیستروم، در یک رویداد زنده در سانفرانسیسکو در تاریخ ۲۰ ژوئن ۲۰۱۸ با حضور سازندگانی همچون لی‌لی پونز راه‌اندازی و معرفی شد.

## خدمات
آی‌جی‌تی‌وی از کاربران می‌خواهد تا با یک حساب اینستاگرام وارد شوند. با این کار کاربران اجازه دارند تا یک ویدیو ۱۰ دقیقه‌ای با اندازه پرونده ۶۵۰ مگابایت بارگذاری کنند. کاربران تأیید شده و محبوب مجاز به بارگذاری ویدیوهایی با طول ۶۰ دقیقه با اندازه پرونده ۳٫۶ گیگابایت هستند. از ماه مه سال ۲۰۱۹ ، آی‌جی‌تی‌وی به کاربران امکان را داد تا ویدیوها را در هر دو جهت عمودی و افقی بارگذاری و مشاهده کنند.